# Flash and the Pan
Flash and the Pan – australijska grupa nowofalowa utworzona w późnych latach siedemdziesiątych jako projekt międzyprodukcyjny przez Harry'ego Vandę i George'a Younga (starszego brata Angusa i Malcolma – obaj z AC/DC), byłych członków zespołu The Easybeats. W Wielkiej Brytanii, aż do wydania Waiting for a Train w roku 1983, byli artystą jednego przeboju.

## Skład zespołu
- Harry Vanda – gitara, śpiew, teksty, producent, 1976–1992
- George Young – śpiew, syntezatory, teksty, producent, 1976–1992
- Alan Dansow (?), 1982
- Les Karski – gitara basowa, 1980
- Warren Morgan – fortepian, 1980, 1987
- Ray Arnott – perkusja, śpiew,  1980,1982
- Johnny Dick – perkusja, 1982
- Lindsay Hammond – śpiew, 1982
- Ian Miller – gitara, 1982
- Ronnie Peel(inne języki) – gitara basowa, 1987
- Ralph White(inne języki) – instrumenty dęte, 1982
- Stevie Wright – śpiew, 1982
- James Young – perkusja, 1987

## Single
- Hey, St. Peter (1977)
- And the Band Played On (Down Among The Dead Men) (1978)
- The African Shuffle (1978)
- California (1979)
- Media Man (1980)
- Welcome to the Universe (1980)
- Waiting for a Train (1983)

## Albumy
- Flash and the Pan (1979)
- Lights in the Night (1980)
- Headlines (1982)
- Early Morning Wake Up Call (1984)
- Nights in France (1987)
- Burning Up the Night (1992)

## Kompilacje
- Pan-orama (1983)
- Collection (1990)
- The Flash and the Pan Hits Collection (1996)
- Ayla – The Best of Flash and the Pan (2005)